# Ammalo ammaloides
Ammalo ammaloides är en fjärilsart som beskrevs av Rothschild 1909. Ammalo ammaloides ingår i släktet Ammalo och familjen björnspinnare. Inga underarter finns listade i Catalogue of Life.